# Alburnus arborella
Espèce
Synonymes
- Alburnus albor (Scopoli, 1786)[2]
- Alburnus alborella (De Filippi, 1844)[2]
- Alburnus alburnus alborella (De Filippi, 1844)[2]
- Aspius alborella De Filippi, 1844[2]
- Aspius arborella Bonaparte, 1841[3] [2]
- Cyprinus albor Scopoli, 1786[3]
- Cyprinus albor Scopoli, 1876[2]
- Cyprinus lanceolatus Bloch & Schneider, 1801[2]

Statut de conservation UICN

 LC  : Préoccupation mineure
Alburnus arborella est un poisson d'eau douce de la famille des Cyprinidae.

## Répartition
Alburnus arborella se rencontre en Croatie, en Italie, en Slovénie, en Albanie et en Suisse.

## Description
La taille maximale connue pour Alburnus arborella est de 127 mm.

## Publication originale
- Bonaparte, 1841 : Iconografia della fauna italica : per le quattro classi degli animali vertebrati - tome 3 - Pesci. p. 1-722 (texte intégral).